# Сінсо-Мару
Сінсо-Мару (Shinsho Maru) — судно, яке під час взяло участь у операціях японських збройних сил під час Другої японо-китайської та Другої світової війни.

## Початок історії
Сінсо-Мару спорудили в 1936 році на верфі Mitsui Bussan у Тамі на замовлення компанії Kuribayashi Shosen, яка призначила його для рейсів між портами Муроран (острів Хоккайдо), Осака та Кобе.

## Друга японо-китайська війна
4 серпня 1937 на тлі початку війни з Китаєм судно реквізували для потреб Імперського флоту Японії. У наступні шість місяців воно здійснило численні рейси, під час яких, зокрема, відвідало порти Сасебо, Йокосука, Чінкай (наразі південнокорейський Чінхегу), Чіннампо (на західному узбережжі Корейського півострова в усті річки Тедонган), Сайшу (острів Чеджу), Рьоджун (колишній Порт-Артур) та острови Чаншаньдао (в Бохайській протоці). 10 січня 1938-го Сінсо-Мару взяло участь у висадці підкріплень в гавані тільки-но захопленого Ціндао.
З лютого по вересень 1938-го Сінсо-Мару курсувало між портами Японського архіпелагу, а з жовтня по грудень цього року багаторазово відвідувало узбережжя Південного Китаю, а також Мако (важлива база японського ВМФ на Пескадорських островах у південній частині Тайванської протоки) і Такао (наразі Гаосюн на Тайвані).
Взимку 1939-го Сінсо-Мару залучили до операції з оволодіння островом Хайнань, для чого 25 січня судно вийшло з Сасебо з бійцями морської піхоти на борту. Висадка десантів на Хайнані почалась наприкінці першої декади лютого, а 4 березня Сінсо-Мару вирушило назад до Сасебо. 10 березня 1939-го його повернули цивільним власникам (за іншими даними, Сінсо-Мару здійснювало рейси у південному Китаї щонайменше до кінця березня та станом на квітень 1939-го ще перебувало під військовим командуванням).

## Участь у Другій світовій війні
12 листопада 1941-го Сінсо-Мару знову реквізували для потреб Імперського флоту, при цьому з 4 по 18 грудня воно пройшло певну модернізацію на верфі Uragasenkyo в Уразі. Існують дані, що судно призначили для використання як плавучу базу есмінців чи торпедних катерів.
На початку лютого 1942-го Сінсо-Мару вийшло з Такао у рейс по Південно-Східній Азії, де відвідало Сайгон (наразі Хошимін на півдні В'єтнаму), Пенанг (західне узбережжя півострова Малакка), Сабанг та Палембанг (острів Суматра), Сінгапур, Пемангкат (західне узбережжя Калімантану), знову Сайгон, а на початку квітня прибуло до Японії.
Наприкінці квітня 1942-го Сінсо-Мару знову було в Такао, звідки вирушило у другий вояж по Південно-Східній Азії. Цього разу судно пройшло через Сабанг, Порт-Блер (Андаманські острови), Пенанг, і наприкінці травня повернулось через Такао до Японії.
15 червня 1942-го Сінсо-Мару вийшло з Йокосуки до Маршаллових островів, побувало наприкінці місяця на атолі Кваджелейн, а 2 липня досягнуло атола Джалуїт. 8 липня воно рушило звідси назад та вранці 9 липня торпедоване американським підводним човном USS Tresher всього за два десятки кілометрів від входу до лагуни Кваджелейна. У Сінсо-Мару влучило дві торпеди і через півтори години після атаки судно затонуло.